# Tibétain de l'Amdo
Pour les articles homonymes, voir Tibétain (homonymie).
Le tibétain de l'Amdo (tibétain ཨ་མདོ་སྐད་, Wylie : A-mdo skad, dialecte de Lhassa API : ámtokɛ́ʔ) est la langue parlée par la majorité de la population de l'Amdo au nord-est ethno-culturelle du Tibet, dans les provinces chinoises du Qinghai et certaines parties du Sichuan (Aba) et du Gansu (Gannan).
Elle est l'une des quatre principales langues tibétaines parlées, les trois autres étant le tibétain standard (ü ke) le Tibétain du Kham (kham ke) et le ladakhi (tö ke). Les quatre langues principales tibétaines partagent une écriture commune, mais leurs prononciations, vocabulaires et grammaires sont différentes. Ces différences peuvent avoir émergé en raison de l'isolement géographique des régions du plateau du Tibet ou des influences de leurs voisins.
Contrairement au tibétain du Kham et au tibétain standard, ou au mandarin standard, la langue de l'Amdo n'est pas tonale, au même titre des langues mongoles (monguor, yugur oriental, oïrate) qu'elle côtoie. Le tibétain de l'Amdo conserve de nombreux mot-initiaux groupes de consonnes qui ont été perdus dans le tibétain central.

## Dialectes
Les dialectes sont  :
- Nord Kokonor (Kangtsa, Themchen, Arik, etc.) ;
- Ouest Kokonor (Dulan, Na'gormo, etc.) ;
- Sud-est Kokonor (Jainca, Thrika, Hualong, etc.) ;
- Labrang (Labrang, Luchu) ;
- Golok (Machen, Matö, Gabde) ;
- Ngapa (Ngapa, Dzorge, Dzamthang) ;
- Kandze ;
- David Bradley (1997)[2] y inclut le Thewo et Choni comme proche de l'Amdo si ce n'est en fait des dialectes de l'Amdo.

Dans la région de Xining, le dialecte de Xining, un dialecte chinois est utilisé.